# Leif Lampater
Leif Lampater (Waiblingen, Baden-Württemberg, 22 de desembre de 1982) és un ciclista alemany especialista en pista. Ha obtingut algunes victòries en curses de sis dies i en proves de la Copa del Món. Va participar en els Jocs Olímpics d'Atenes, on va quedar quart a la prova de Persecució per equips.

## Palmarès
- 2005
  -  Campió d'Alemanya en Persecució per equips (amb Robert Bartko, Karl-Christian König i Guido Fulst)
- 2006
  - 1r als Sis dies de Stuttgart (amb Robert Bartko i Guido Fulst)
- 2007
  - 1r als Sis dies de Berlín (amb Guido Fulst)
- 2008
  - 1r als Sis dies de Stuttgart (amb Robert Bartko i Iljo Keisse)
  - 1r als Sis dies de Rotterdam (amb Danny Stam)
  - 1r als Sis dies de Dortmund (amb Erik Zabel)
- 2009
  - 1r als Sis dies de Bremen (amb Erik Zabel)
- 2013
  - 1r als Sis dies de Gant (amb Jasper De Buyst)
- 2014
  - 1r als Sis dies de Bremen (amb Wim Stroetinga)
- 2015
  - 1r als Sis dies de Berlín (amb Marcel Kalz)
- 2016
  -  Campió d'Alemanya en Persecució per equips (amb Maximilian Beyer, Lucas Liß i Marco Mathis)
- 2016
  -  Campió d'Alemanya en Òmnium

### Resultats a laCopa del Món
- 2001
  - 1r a Ipoh, en Persecució per equips
- 2004-2005
  - 1r a Los Angeles, en Persecució per equips
  - 1r a Los Angeles, en Madison
- 2005-2006
  - 1r a Manchester, en Madison